# Orconikidze Adına Kanal
Orconikidze Adına Kanal är en kanal i Azerbajdzjan. Den ligger i den södra delen av landet, 210 km väster om huvudstaden Baku.
Trakten runt Orconikidze Adına Kanal består till största delen av jordbruksmark. Runt Orconikidze Adına Kanal är det ganska tätbefolkat, med 104 invånare per kvadratkilometer.